# Enchiridion militis Christiani

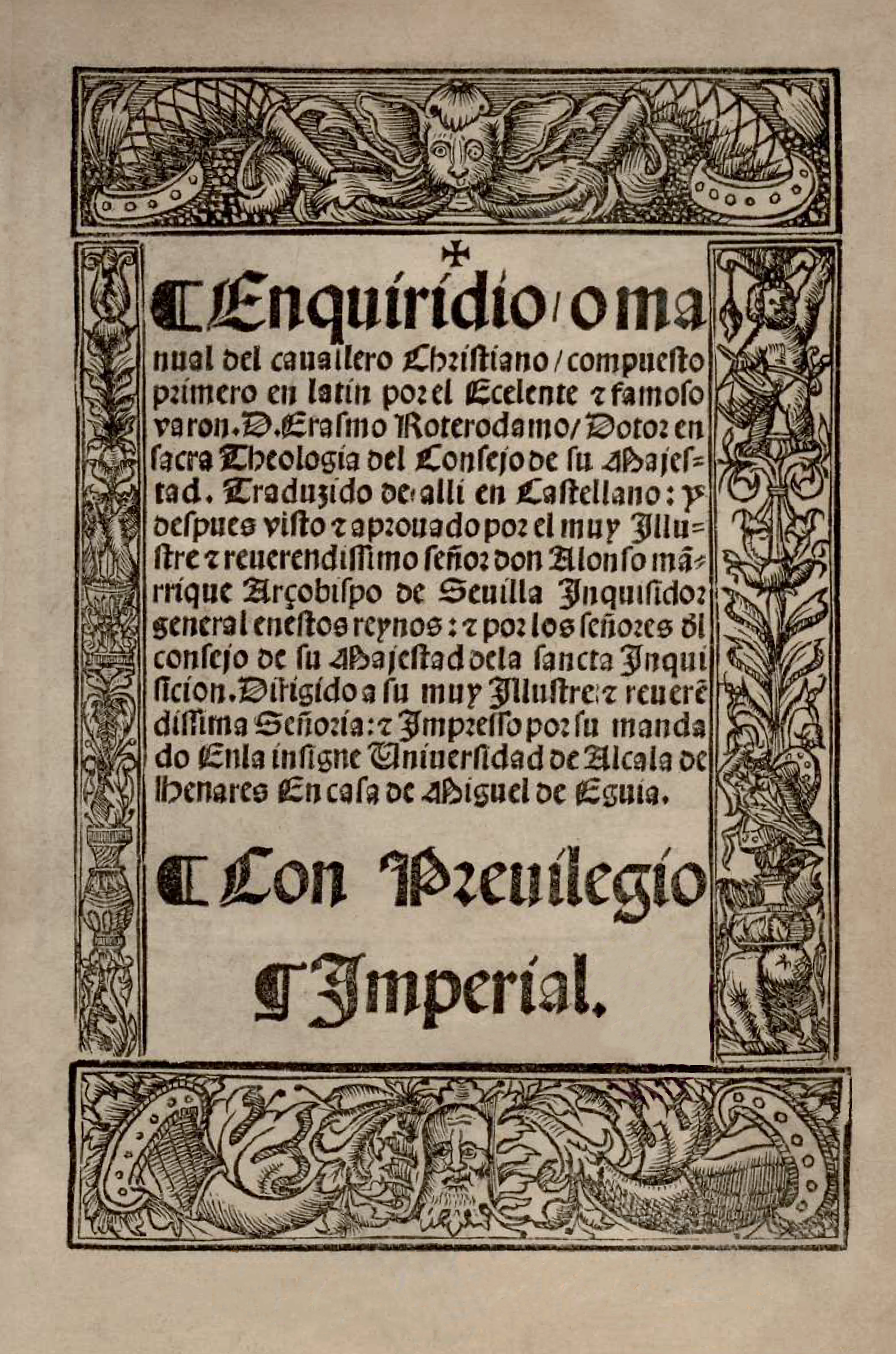
Enchiridion militis Christiani

O Manual do Cavaleiro Cristão (latim: Enchiridion militis Christiani), às vezes traduzido como O Manual do Cavaleiro Cristão ou O Manual do Soldado Cristão, é uma obra escrita pelo estudioso holandês Erasmo de Roterdã em 1501, e foi o primeiro publicado em inglês em 1533 por William Tyndale.
Durante uma estada em Tournehem, um castelo perto de Saint-Omer no norte da França moderna, Erasmus encontrou um soldado incivilizado, mas amigável, conhecido de Battus, amigo íntimo de Erasmus. A pedido da piedosa esposa do soldado, que se sentia menosprezada pelo comportamento do marido, Battus pediu a Erasmo que escrevesse um texto que convencesse o soldado da necessidade de consertar seus caminhos, o que Erasmo fez. O trabalho resultante acabou sendo reescrito por Erasmo e expandido para o Enchiridion militis Christiani. O Enquirídio é um apelo aos cristãos para que ajam de acordo com a fé cristã, em vez de simplesmente realizar os ritos necessários. Tornou-se uma das obras mais influentes de Erasmo.
Enchiridion faz referência à metáfora paulina da "armadura espiritual", que no século XVI só ganhou popularidade como resultado do trabalho de Erasmo. Interpretando a famosa obra de arte alemã Knight, Death, and Devil, os estudiosos acreditam que a imagem do cavaleiro (mostrado em armadura) pode ser interpretada do ponto de vista erasmiano para representar o cavaleiro que é capaz de derrotar seus inimigos.